# Euro Disney
Le groupe Euro Disney exploite au travers de ses filiales le complexe de loisirs Disneyland Paris et développe en partenariat avec l’État et les collectivités territoriales, le secteur IV de la ville nouvelle de Marne-la-Vallée, Val d'Europe. Il a vu le jour le 21 octobre 1985 avec la création de la société holding du groupe, Euro Disney SCA, alors enregistrée sous le nom Mivas SA,.
Le groupe a été fondé quelques semaines avant la signature d'une lettre d’intention entre la Walt Disney Company et les pouvoirs publics français pour officialiser le choix de la France, et plus particulièrement de Marne-la-Vallée comme site du projet Euro Disneyland. Le 24 mars 1987, Michael Eisner, président directeur général de la Walt Disney Company et Jacques Chirac, premier ministre de la France signent la convention pour la création et l'exploitation du projet Euro Disneyland en France.
Son actionnaire principal est la société mère américaine The Walt Disney Company (97,08 %, au travers de EDL Holding, Euro Disney Investments SAS et EDL Corporation SAS). La structure du groupe Euro Disney peut être qualifiée de « montage financier »,, mais sans la connotation péjorative que peut revêtir ce terme. Elle est comparable de par sa complexité à celle créée pour la construction de Walt Disney World Resort avec la Walt Disney World Company. Elle a régulièrement évolué en conséquence des différentes restructurations financières de l'entreprise.

## Histoire du groupe Euro Disney

### 1980 - 1992 - La genèse du projet d'une destination Disney en Europe

#### 1984-1986: Le choix du territoire et la création de l'entreprise
Le projet Euro Disneyland comme on l’appelle au milieu des années 1980 est un projet qui tient particulièrement à cœur Michael Eisner, le nouveau président directeur général de la Walt Disney Company. La firme américaine qui voit la fréquentation de ses parcs stagner, souhaite conquérir de nouveaux marchés, à commencer par l’Europe. Le projet de parcs Disney en Europe, et plus particulièrement en France n'est pas nouveau : des négociations ayant échoué dès 1976 entre la firme américaine et la Datar. En 1984, de nouvelles rencontres ont lieu entre les pouvoirs publics français, en particulier Édith Cresson, alors ministre du Commerce extérieur et du Tourisme et la Walt Disney Company. Les Américains remettent alors aux Français divers documents de réflexion.
Des dizaines de sites européens sont étudiés au début de l'année 1985 pour l’implantation des parcs Disney. Convaincu par le projet, Laurent Fabius, premier ministre de la France rencontre Carl Bongrino, vice-président de Disney International le 29 janvier 1985. Gaston Defferre, ministre Chargé du Plan et de l’Aménagement du territoire estime qu’une implantation de cette envergure représenterait un formidable coup de fouet économique pour l’Est francilien, de nombreux investissements profitables à la région ainsi qu'un ballon d’oxygène pour le bâtiment et les travaux publics.
La société Mivas SA (qui deviendra par la Société d’Exploitation d’Euro Disneyland S.A., Euro Disneyland SCA puis Euro Disney SCA) voit le jour le 21 octobre 1985. Cette création d'entreprise précède de quelques semaines la signature d'une lettre d'intention par Michael Eisner et Laurent Fabius. Celle-ci a pour but d’officialiser le choix de Marne-la-Vallée comme site du projet Euro Disneyland.

#### 1987: Signature de la convention et premières embauches
Robert Fitzpatrick est nommé président d’Euro Disneyland le 12 mars 1987, division de la Walt Disney Company chargée du développement de parcs Disney en Europe. Une vingtaine de jours plus tard, le 24 mars 1987, la convention pour la création du projet Euro Disneyland est signée à Paris par Michael Eisner, les pouvoirs publics français dont Jacques Chirac, alors premier ministre de la France, Paul Reverdy, président du conseil d'administration de la RATP ainsi que Jean Poulit, directeur général d'EPA Marne, le premier des établissements publics d'aménagement de Marne-la-Vallée. La convention prévoit le développement sur trente ans d’une destination touristique d’envergure internationale, « Euro Disney Resort », aujourd’hui appelée Disneyland Paris, et définit le projet d’intérêt général pour l’aménagement du secteur IV de Marne-la-Vallée, Val d'Europe.
Les premiers employés sont embauchés dès juin 1987, soit cinq ans avant l'ouverture de la destination touristique,.

### 1989-1992: Euro Disney et l’ouverture d'Euro Disney Resort en 1992

#### 1989: Naissance d’Euro Disneyland SCA et constitution du capital
L'entreprise Euro Disneyland SA (précédemment Midas SA) devient Euro Disneyland SCA, une société en commandite par actions le 24 février 1989. La Walt Disney Company accorde par la même occasion à la société nouvellement créée, une licence d’utilisation des droits de propriété intellectuelle et industrielle de la marque Disney.
Quelques jours plus tard, le 15 mars, le capital d’Euro Disneyland SCA est porté de 250 000 à 1 million d’actions dont la valeur nominale s'élève à 10 francs soit un total de 10 millions de FF. À cette date, cinq entreprises se partagent l’actionnariat : EDL Holding Company (The Walt Disney Company), Indosuez, Banque nationale de Paris, SG Warburg and Co et la Caisse nationale du Crédit Agricole.
Le 30 juin 1989, Euro Disneyland SCA achète auprès d’EPA France le lot de terrains sur lesquels doit être édifié le royaume enchanté pour un montant de 522 millions de francs.
Une nouvelle augmentation de capital de l’entreprise a lieu le 5 octobre 1989. Le capital social est désormais composé de 170 millions d’actions pour une valeur de 1,7 milliard de Francs. Près de 43 millions d’actions sont alors offertes à la souscription en France. Le même volume a été offert à la souscription au Royaume-Uni, en Belgique et dans les autres pays de la Communauté économique européenne.
Un mois plus tard, le 6 novembre 1989, ces actions offertes à la souscription au public sont émises sur les marchés boursiers au prix de 72 FF. Le reste des actions, soit 49 % du capital, sont détenus par la Walt Disney Company. La société compte alors 250 000 actionnaires. Fin 1989, Euro Disneyland SCA et son gérant, Euro Disneyland SA comptent 400 employés, dont 365 Européens.

#### 1992: L'ouverture d'Euro Disney Resort
Le 5 décembre 1990, Euro Disney ouvre l’Espace Euro Disney à Serris. Il s’agit d’un centre d’informations destiné à présenter au grand public le futur complexe de loisirs. En moins d’un an, un million de personnes s’y sont rendues. Robert Fitzpatrick décide de renommer la société holding Euro Disneyland SCA en Euro Disney SCA en février 1991, son nom actuel.
Le 2 septembre 1991, le Casting Center ouvre afin de former les futurs employés.
Le 12 mars 1992, le groupe Euro Disney fait son entrée au CAC 40. Tout juste un mois plus tard, le 12 avril, Euro Disney Resort est inauguré comme prévu. Une grande célébration a lieu la veille au soir, retransmise à la télévision dans plusieurs pays européens.
Les premiers résultats ne sont pas ceux escomptés par la direction. Pour la première année fiscale, Paribas Markets Group estime la fréquentation de la destination de 15 % inférieure à celle attendue et les dépenses 10 % inférieures. Si bien que l’entreprise estime les pertes du groupe Euro Disney à 300 millions de FF sur la première année fiscale. Depuis l’ouverture, l’action a déjà perdu 31 % de sa valeur.

### 1993 - 2015: 20 ans de développements et de restructurations

#### 1993: Une première année difficile
Quelques jours après son premier anniversaire, Euro Disney reçoit son onze millionième visiteur, faisant du parc la première destination touristique de France. Cette année là, Robert Fitzpatrick quitte ses fonctions. Il est remplacé par le français Philippe Bourguignon, précédemment responsable du développement immobilier du groupe.
Le montage financier du groupe Euro Disney se révèle très vite des plus fragiles. En juillet 1993, le groupe annonce une perte de 500 millions de francs uniquement pour le troisième trimestre. Une perte est également prévue pour le quatrième trimestre de l'année. En raison de la récession économique, le parc enregistre moins de visiteurs, une baisse de la dépense moyenne par visiteurs ainsi qu'un faible taux d'occupation des hôtels. Prévue à l'origine pour le 13 juillet, la signature de l'accord sur la création d'un second parc est repoussée à une date ultérieure.
Durant l'été, l'entreprise finalise plusieurs investissements majeurs effectués pour améliorer l'expérience proposée aux visiteurs. Les attractions Legends of the Wild West, les Pirouettes du Vieux Moulin ou encore Indiana Jones et le Temple du Péril ouvrent leurs portes.
Dans le même temps, le Sunday Times évoque dans un article la fermeture possible du complexe. Cette rumeur sera éteinte le lendemain par un communiqué de la direction d'Euro Disney. L'année fiscale 1993 se termine de manière compliquée pour l'entreprise avec une perte de 1,7 milliard de francs et seulement 9,8 millions de visiteurs. La Walt Disney Company annonce toutefois le versement de 350 millions de dollars.

#### 1994: Première restructuration financière
En raison d'un contexte financier délicat, la Walt Disney Company et le groupe Euro Disney présentent un plan de restructuration financière le 14 mars 1994. Celui-ci prévoit notamment une augmentation de capital de 5,95 milliards de francs, des abandons d'intérêts par les prêteurs ou encore l'abandon de redevance par la Walt Disney Company. Ce plan est soumis à l'approbation des actionnaires le 20 mai 1994.
Quelques jours plus tard, le 1er juin, les dirigeants d'Euro Disney font une annonce importante : ils annoncent l'arrivée au capital du Prince Al-Waleed ben Talal, neveu du roi Fahd d’Arabie saoudite. Le 8 juin, à l'occasion d'une assemblée générale extraordinaire des actionnaires, le feu vert est donné pour le plan de restructuration. Le 20 octobre de la même année, la Walt Disney Company réduit sa participation au capital d'Euro Disney SCA à 39 % en vendant 10 % à Kingdom Holding Company, une holding du Prince Al-Waleed.
Le 1er octobre 1994, Philippe Bourguignon annonce le changement de nom de la destination. Celle-ci devient Disneyland Paris. L'idée vient du Président du Club Med lors d'une réunion organisée à Aix-en-Provence. En effet, celui-ci ne comprend pas pourquoi les dirigeants du parc ne s'appuie pas sur la marque « Paris », en lieu et place du mot « Euro » qui s'accompagne d'une connotation financière.
Courant 1994, la gare de Marne-la-Vallée reliant le site aux principales villes d'Europe entre, comme prévu en exploitation

#### 1995-1998: L'investissement pour le développement de la destination
Si le groupe sort dès février 1995 du CAC 40, il annonce surtout pour la première fois dépasser les 10 millions de visiteurs annuels. L'année est principalement marquée par l'ouverture de Space Mountain. Il s'agit de la quarantième attraction de Disneyland Paris ; elle aura coûté 650 millions de francs et nécessité deux ans de travaux.
Au journal de 20 heures de France 2, Philippe Bourguignon déclare sur la situation de son entreprise :

« Tous les chefs d'entreprise ont appris ce qu'était la prudence, ce que c'était de gérer une entreprise dans des mouvements monétaires importants, dans une crise économique importante. On l'a appris comme les autres, au même moment que les autres. Peut-être de manière un tout petit peu plus violente et donc, nous continuerons à être prudents. »

Au mois de juillet, la direction annonce les premiers profits trimestriels avec 170 millions de francs de bénéfice net. La tendance se confirmera en fin d'année avec un résultat se clôturant avec 114 millions de francs de bénéfices pour un chiffre d'affaires de 4,6 milliards de francs, en progression de 10 %.
En février 1996, le groupe Euro Disney annonce la création de 1 000 emplois supplémentaires pour faire face à l'augmentation de l'activité. L'entreprise compte alors 9 838 employés. Le 19 novembre, le groupe annonce une nouvelle fois réaliser des bénéfices avec un résultat de 202 millions de francs, soit une progression de 77 % par rapport au résultat précédent.
Le projet d'un centre commercial régional est également lancé avec la signature d'un accord entre Euro Disney et la Ségécé (groupe Klépierre). Ce centre vise à accueillir 14 millions de visiteurs annuels. Le centre commercial est inscrit dans la convention signée en 1987. Il s'inscrit dans le développement planifié du Val d'Europe et se trouve au cœur du centre urbain créé de toutes pièces à partir des années 2000 et dont il est la première construction.
Le 17 février 1997, Gilles Pélisson, alors directeur général du groupe remplace Philippe Bourguignon au poste de président. Le cinéma Gaumont ouvre ses portes. Il aura nécessité un investissement de 150 millions de francs par la société française de production. Cette année se termine une nouvelle fois par des bénéfices, mais aussi par une hausse significative du nombre de visiteurs.
Cette année-là, Euro Disney notifie officiellement aux pouvoirs publics son intention de lancer le développement urbain du Val d'Europe. Le projet comprend la construction d'un centre commercial, la création de magasins d'usine haut de gamme ainsi que le développement résidentiel autour du terrain de golf ainsi que le centre urbain.
L'année 1998 est marquée par l'ouverture du centre de conventions de l'hôtel Newport Bay Club qui a nécessité un investissement de 200 millions de francs. Après trois années de forte progression, la fréquentation du parc se stabilise à 12,5 millions de visiteurs. Le résultat net est une nouvelle fois positif pour atteindre 290 millions de francs.
En juillet 1998 débutent les travaux du centre commercial de Val d'Europe. Quelques mois plus tard a lieu la pose de la première pierre du nouveau pôle d'activités du Val d'Europe.

#### 1995-2003: Projet du parc Walt Disney Studios et développement de Val d'Europe
Le 29 septembre 1999, Euro Disney SCA annonce le projet d'un second parc au sein du complexe Disneyland Paris pour le printemps 2002, des studios Disney. Le deuxième parc ouvre le 16 mars 2002. Mais, les objectifs de fréquentation ne sont pas atteints et l'entreprise traverse de nouvelles difficultés financières. Dès l’été 2003, Euro Disney annonce, pour la première fois depuis 1994, ne pas pouvoir tenir ses engagements financiers. Le 9 juin 2004, une nouvelle restructuration financière est annoncée. En septembre 2004, de nouvelles négociations avec les créanciers sont cependant nécessaires. Aussi, en janvier 2005, une augmentation du capital est réalisée. La restructuration s'achève le 25 février 2005, avec une réorganisation juridique de la société.

#### 2007-2013: Retour des grands projets
Le 12 février 2007, Pierre & Vacances et Euro Disney SCA annoncent la création d'une filiale commune pour le projet de Villages Nature. C'est un projet d'un milliard d'euros (annoncé dès 2003) qui comprend 7000 appartements répartis dans 4 villages thématiques. Ces villages seront situés à cheval sur les terrains de Disneyland Paris et sur les communes de Bailly-Romainvilliers, Coutevroult et Villeneuve-le-Comte.
Le 3 décembre, Euro Disney SCA entame un regroupement d'actions décidé en février. Le regroupement consiste à un échange de 100 anciennes actions contre une nouvelle.
Le 11 avril 2008, la société annonce la nomination de Philippe Gas comme nouveau PDG.
Le 25 mai 2009, ED SCA annonce un partenariat avec le Crédit mutuel, par cet accord la banque récupère les automates bancaires et pourra utiliser l'image de Disney pour sa communication tandis que les employés du complexe bénéficieront d'une gamme de services financiers. Le précédent partenaire bancaire était BNP Paribas.
Le 10 juin 2009, l'AMF autorise la Walt Disney Company à réorganiser ses filiales détenant une part majoritaire du capital d'ED SCA sans passer par une offre publique d'achat, les-dites filiales étant détenues à 100 % par Disney.
Le 27 juillet 2010, ED SCA cède le terrain du centre commercial Val d'Europe à la foncière Klépierre pour 47 millions d'€.
Le 13 septembre 2010, Euro Disney SCA et l'État français signent un avenant à la convention du 24 mars 1987 étendue jusqu'en 2030 au lieu de 2017 et qui valide le projet de Villages Nature agrandissant le complexe à 2230 ha ainsi qu’un troisième parc et 7 000 logements et un projet de 1,8 milliard d'€ sur 520 hectares,.
Le 25 juin 2011, Euro Disney et Hertz renouvellent leur partenariat européen quinquennal.
Le 24 août 2012, Time Magazine révèle une rumeur de rachat d'Euro Disney SCA par The Walt Disney Company pour réduire les difficultés financières de l'opérateur des parcs français. Le 18 septembre 2012, Euro Disney SCA annonce que The Walt Disney Company lui accorde un crédit de 1,332 milliard d'€ pour aider à refinancer sa dette,,. Cette opération permet d'alléger la pression financière d'Euro Disney SCA et lui offre une plus grande flexibilité de développements sur l'ensemble des infrastructures existantes et futures du complexe Disneyland Paris.
Le 6 décembre 2012, Disney et Eiffage signent un contrat de développement immobilier pour des bureaux de 6 000 m².
Le 8 janvier 2013, Virginie Calmels est nommée présidente du conseil de surveillance d'Euro Disney SCA,.

#### 2014: La recapitalisation de et le redressement de l'entreprise
Le 26 mai 2014, Villages Nature finalise son financement de 360 millions d'€ et prévoit une ouverture en 2016.
Le 1er août 2014, Tom Wolber est nommé président d'Euro Disney tandis que Philippe Gas prend la présidence de Shanghai Disney Resort,.
Le 6 octobre 2014, The Walt Disney Company annonce une recapitalisation et un renforcement de sa participation dans Euro Disney pour un montant d'environ 1 milliard d'euros, dont 420 millions en liquidité, et 600 millions par échange de dette. Le 13 octobre 2014, le prince Al-Walid confirme sa participation à l'augmentation de capital d'Euro Disney proposée par The Walt Disney Company mais passe sous les 5 % le 3 mars 2015. Au terme de la première phase de la recapitalisation, le 20 février, la Walt Disney Company monte à plus des deux tiers du capital avec 72,34 %, et la banque Morgan Stanley monte à 5,52 % le 27 février. Dans le même temps, la société INVESCO, actionnaire à plus de 5 % du capital, se sépare de l'ensemble de ses titres,.
Le 13 avril 2015, un actionnaire minoritaire CIAM (1 % du capital) conteste en justice la procédure d'OPA lancée par The Walt Disney Company sur Euro Disney au motif qu'elle découle d'une mauvaise gestion et d'un abus de pouvoir voire d'une gestion frauduleuse,. Le recours au parquet financier intenté par CIAM évoque des abus de biens sociaux, des comptes inexacts et des communications fausses ou trompeuses. Au premier semestre 2015, Euro Disney a enregistré une hausse de 11 % de son chiffre d'affaires à 591,1 M €. Le 19 août 2015, Euro Disney annonce un résultat trimestriel sur 9 mois proche du milliard d'€, meilleur résultat depuis 2008, et le succès du spectacle Frozen Summer Fun entamé en juin.
Le 28 septembre 2015, l'AMF annonce que la Walt Disney Company détient 81,10 % d'Euro Disney. Le 30 septembre 2015, la valeur est mise à jour au niveau de 82,15 % d'Euro Disney. Le 18 novembre 2015, le groupe Kingdom Holding du prince Al-Walid investit 49,2 millions d'€ pour conserver sa participation de 10 % dans Euro Disney,.
Le 12 avril 2016, Catherine Powell est nommée pour succéder à Tom Wolber à la tête de la société à partir du mois de juillet. Le 30 novembre 2016, Euro Disney lance la construction d'un bâtiment de 9 300 m2 de bureaux à Val d'Europe sur l'avenue Hergé.

### 2017: la Walt Disney Company prend le contrôle du groupe Euro Disney
En janvier 2017, le magazine Marianne avance que « le parc de Marne-la-Vallée cumule les pertes depuis des années ». Depuis son introduction à la Bourse de Paris en 1989, le titre d'Euro Disney SCA aurait perdu près de 99 % de sa valeur. Selon une étude de Reuters, la société mère, la Walt Disney Company aurait en revanche ponctionné à sa filiale française au titre de royalties et de commissions diverses plus de 1,4 milliard d'euros en 25 ans.
Le 10 février 2017, la Walt Disney Company annonce le rachat de 9 des 10 % de participation que Kingdom Holding détient dans Euro Disney,,,, et financer le complexe européen à hauteur de 1,5 milliard d'€. Cette opération portera la participation de la société mère à 85,7 %. Disney lance aussi une offre publique d'achat sur toutes les actions du groupe en circulation, suivie d'un retrait obligatoire si le seuil de 95 % est atteint,. Le prix proposé de 2 € l'unité fait augmenter le prix de l'action à la clôture de la veille d'environ 67 %.
Le 13 juin 2017, la Walt Disney Company clôt son offre publique d'achat sur Euro Disney et atteint les 97,08 % du capital, annonçant le retrait de l'action en bourse,. Le 19 novembre 2017, Euro Disney annonce dans un document financier lié à l'offre de rachat par The Walt Disney Company un plan d'investissements sur 10 ans de 2,1 milliards d'€ dont la rénovation des hôtels New York et Disneyland et une zone Marvel au Parc Walt Disney Studios. Le 22 novembre 2017, Euro Disney précise que son plan d'investissements comprend une grande attraction prévue pour 2024.
Le 29 novembre 2018, des décisions de justice du mois de novembre indiquent que les bureaux de la Walt Disney Company France ont été perquisitionnés le 5 octobre 2017 dans le cadre d'une enquête sur une possible dissimulation de revenus et donc de taxes impayées au travers d'une licence payée par Disneyland Paris à la société européenne Disney Limited basée au Royaume-Uni,.
Le 4 avril 2019, Disneyland Paris publie ses résultats financiers dont l'élément notable est la hausse des revenus pour les hôtels et le Disney Village de 10,6 % à près de 500 millions d'USD (442,3 millions d'€).

## Les phases du projet de complexe de loisirs
- Phase I
De 1989 à 1997, elle se découpe en trois sous-phases. ED SCA a contracté plusieurs prêts auprès de sociétés bancaires.
  - 86,9 millions et 274,7 millions d'€ auprès de la Caisse des Dépôts et Consignation (CDC)
  - le reste de sa dette à plus de 200 banques
- Phase IA
De 1989 à 1992, ED SCA finance grâce aux Sociétés de finances (1 à 4), la construction du complexe. Puis EDL SNC, après la construction, loue Parc Disneyland à ED Associés SNC qui accorde à ED SCA l'exploitation du complexe.
- Phase IB
De 1989 à 1992, ED SCA, avant construction, vend à chacune des sociétés hôtelières et celle du Disney Village, l'espace des hôtels afin de les financer. Ses sociétés en nom collectifs loueront à leur tour à ED Hotels SCA afin de les exploiter.
- Phase IC
De 1992 à 1997, EDL SNC vend à EDA SNC les attractions et autres bâtiments construits durant cette période. Ensuite EDA SNC loue l'utilisation de ces structures à ED SCA.
- Phase II
De 1998 à 2004, consistait en la création du Val d'Europe, des Walt Disney Studios et la zone de bureaux Arlington Business Square.
- Phase III
Depuis 2005, aucun fait majeur n'est apparu avant le 12 février 2007. À cette date, Pierre & Vacances et Euro Disney SCA annoncent la création d'une filiale commune pour le projet de Villages Nature.

## Structure juridique

### Les filiales
Euro Disney SCA a créé plusieurs filiales :
- Euro Disney Hotels SCA est l'exploitant de la Phase IB, détenue à 99,9 % par ED SCA, et a permis de construire les hôtels et Disney Village. Elle se subdivise en plusieurs sociétés
  - New York SNC
  - Newport Bay Club SNC
  - Sequoia Lodge SNC
  - Cheyenne SNC
  - Santa Fé SNC
  - Disney Village SNC
- Disneyland Hotel SNC  pour l'hôtel du même nom
- Ranch Davy Crockett SNC pour le camping du même nom
- EDL Services SA pour la gestion de la Phase IB
- SETEMO Imagineering SARL
- EDL Hotels Participations SA
- ED Vacances  est le voyagiste
  - ED Vacaciones est la filiale espagnole
- Val D'Europe Promotions (99,8 %)
- ED Spectacles est l'exploitant de Buffalo Bill Wild West Show
- Débit de tabac SNC pour le tabac de Disney Village (déplacé dans la gare en 2002)
- ED Resort SCA (sans activité)
- ED Resort Services SCA (sans activité)
- ED Finance 1, ED Finance 2, ED Finance 3 et ED Finance 4 (sans activité)
- EDL SNC pour le financement de la Phase IA
- EDA SNC pour l'exploitation de la Phase I

### Avant la restructuration de 2004
Source : Document de référence 2004
| The Walt Disney Company détient - 100 % d’Euro Disney Investiments Inc. qui détient - 100 % d’Euro Disney Investiments SAS qui détient - 50 % d’Euro Disney Associé - 100 % d’EDL SNC Corporation qui détient - 100 % d’EDL Corporation SAS qui détient - 50 % d’Euro Disney Associé - 100 % d’EDL Holding Company qui détient - 100 % d’EDL Participations SAS - 40,6 % d’Euro Disney SCA - 100 % d’Euro Disney SAS qui gère Euro Disney SCA - les actifs complémentaires du parc Disneyland (attractions et restaurants ouverts après 1994) | La société Euro Disneyland SNC (société de financement de la Phase IA) met à la disposition de Euro Disney Associé sous la forme d'un crédit-bail ses actifs (parc Disneyland) Euro Disney Associé loue les actifs à Euro Disney SCA détient - les autres actifs (Walt Disney Studios, Disneyland Hotel, Davy Crocket Ranch, EDL Hotels) Le restant des parts d’Euro Disney SCA (59,4 %) est détenu par le public dont le Prince Alwaleed (15,9 %) |

### Après la restructuration de 2004
Source : Document de référence 2004
| The Walt Disney Company détient - 100 % d’Euro Disney Investiments Inc. qui détient - 100 % d’Euro Disney Investiments SAS qui détient - 9 % d’Euro Disney Associé - 100 % d’EDL SNC Corporation qui détient - 100 % d’EDL Corporation SAS qui détient - 9 % d’Euro Disney Associé - 100 % d’EDL Holding Company qui détient - 100 % d’EDL Participations SAS - 40,6 % d’Euro Disney SCA - 100 % d’Euro Disney SAS qui gère Euro Disney SCA | La société Euro Disneyland SNC (société de financement de la Phase IA) met à la disposition de Euro Disney Associé sous la forme d'un crédit-bail ses actifs (parc et hôtels). Euro Disney SCA détient - 100 % d’Euro Disney Commandité SAS - 82 % d’Euro Disney Associé - les actifs complémentaires du parc Disneyland (attractions et restaurants ouverts après 1994) - les autres actifs (Walt Disney Studios, Disneyland Hotel, Davy Crocket Ranch, EDL Hotels) Le restant des parts d’Euro Disney SCA (59,4 %) est détenu par le public dont le Prince Alwaleed (15,9 %) |

### Après la restructuration de 2012
Source : Document de référence 2012
| The Walt Disney Company détient - 100 % d’Euro Disney Investiments SAS qui détient - 9 % d’Euro Disney Associé SCA - 100 % d’EDL Corporation SAS qui détient - 9 % d’Euro Disney Associé SCA - 100 % du Centre de congès Newport SNC - 100 % d’Euro Disney SAS qui gère - Euro Disney SCA - Euro Disney Associés SCA - EDL Hôtels SCA - 99,9 % d’EDL Holding Company qui détient - 100 % d’EDL Participations SAS - 39,8 % d’Euro Disney SCA | La société Euro Disney SCA détient - 82 % d’Euro Disney Associés SCA qui détient - et exploite les actifs suivants : Parc Disneyland, Walt Disney Studios, Disneyland Hotel, Davy Crocket Ranch et Golf Disneyland - 99,9 % d’EDL Hôtels SCA qui détient et exploite - les 6 Hôtels et Disney Village Le restant des parts d’Euro Disney SCA (60,2 %) est détenu par le public dont le Prince Alwaleed (10,0 %) |

## La direction
La société Euro Disney a connu une « valse des présidents » avec dix présidents-directeurs généraux depuis sa création.
- les PDG successifs
  - Robert Fitzpatrick : de 1987 à 1993[13]
  - Philippe Bourguignon : de 1993 à 1997
  - Gilles Pélisson : de 1997 à 2000
  - Jay Rasulo : de 2000 à septembre 2002
  - aucun pdg entre septembre 2002 et l'été 2003
  - André Lacroix : du 1er juillet 2003 à septembre 2004
  - Karl Holz (en) : de septembre 2004 au 1er septembre 2008
  - Philippe Gas : du 1er septembre 2008 au 15 septembre 2014
  - Tom Wolber : du 15 septembre 2014 au 11 juillet 2016
  - Catherine Powell : du 11 juillet 2016 au 12 décembre 2018
  - Natacha Rafalski : depuis le 12 décembre 2018[96]

## Données économiques

### Implication dans la vie du Val d'Europe
L'État et The Walt Disney Company dirigent ensemble le développement et l'aménagement du Val d'Europe dans le cadre d'un partenariat public-privé unique en France. L'État étant représenté par Epafrance (établissement public d'aménagement du secteur IV de Marne-la-Vallée) en tant qu'aménageur du territoire et The Walt Disney Company étant représentée par Euro Disney en tant que principal développeur. Le syndicat d'agglomération nouvelle du Val d'Europe (SAN) est créé le 8 juillet 1987 pour soutenir le projet. En résulte une volonté d'unité architecturale pour l'ensemble des quartiers des communes de Bailly-Romainvilliers, Chessy, Coupvray, Magny-le-Hongre et Serris qui jouxtent le complexe touristique.

### Les actionnaires
Avant le rachat par Disney en 2017, l’actionnariat était le suivant :
- The Walt Disney Company (72,34 %[63],[64], au travers de EDL Holding Company)
- Prince Alwaleed (4,95 %, au travers de Kingdom Holding Company)[62]
- Morgan Stanley (5,52 %[65])

La société INVESCO a également détenu plus de 5 % du capital entre janvier 2014 et février 2015

### Résultats financiers
| Année | Chiffre d'affaires | Résultat net | Fonds propres |
| ----- | ------------------ | ------------ | ------------- |
| 1997  | 835,0              | 33,1         |               |
| 1998  | 897,9              | 44,2         |               |
| 1999  | 920,2              | 23,6         |               |
| 2000  | 959,2              | 38,7         |               |
| 2001  | 1 005              | 30,5         |               |
| 2002  | 1 076              | -33,1        | 24,7          |
| 2003  | 1 053,1            | -56          | 46,0          |
| 2004  | 1 048,0            | -145,2       | 131,3         |
| 2005  | 1 076,0            | -94,9        | 287,7         |
| 2006  | 1 087,7            | -88,6        | 266,4         |
| 2007  | 1 220,3            | -41,6        | 330,0         |
| 2008  | 1 330,5            | 1,7          | 374           |
| 2009  | 1 230,6            | -63          | 340,3         |
| 2010  | 1 275,9            | -45,2        | 400,3         |
| 2011  | 1 297,7            | -63,9        | 366,1         |
| 2012  | 1 324,3            | -100,2       | 114,3         |
| 2013  | 1 309,4            | -78,2        | 78,0          |
| 2014  | 1 279,7            | −113,2       | 99,3          |
| 2015  | 1 373,1            | −101,9       | 248,6         |
| 2016  | 1 278              | −858         | 113           |
| 2017  | N/A                | -14,5        | N/A           |
| 2018  | 1 700              | 255          | N/A           |

### Données opérationnelles
| Exercice fiscal | Fréquentation des parcs à thèmes (en millions) | Dépense moyenne par visiteur (en euros) | Taux d'occupation des hôtels | Dépense moyenne par chambre (en euros) |
| --------------- | ---------------------------------------------- | --------------------------------------- | ---------------------------- | -------------------------------------- |
| 1992            | 6,8                                            | -                                       | 74,0 %                       | -                                      |
| 1993            | 9,8                                            | -                                       | 55,0 %                       | -                                      |
| 1994            | 8,8                                            | 42,07                                   | 60,0 %                       | 148,62                                 |
| 1995            | 10,7                                           | 37,8                                    | 68,5 %                       | 150,45                                 |
| 1996            | 11,7                                           | 37,8                                    | 72,2 %                       | 155,18                                 |
| 1997            | 12,6                                           | 39,0                                    | 78 %                         | 158,84                                 |
| 1998            | 12,5                                           | 39,3                                    | 80,9 %                       | 173,78                                 |
| 1999            | 12,5                                           | 40,7                                    | 82,6 %                       | 177,28                                 |
| 2000            | 12                                             | 42,2                                    | 82,9 %                       | 183,0                                  |
| 2001            | 12,2                                           | 43,1                                    | 86,0 %                       | 186,3                                  |
| 2002            | 13,1                                           | 40,1                                    | 88,2 %                       | 175,1                                  |
| 2003            | 12,4                                           | 40,7                                    | 85,1 %                       | 183,5                                  |
| 2004            | 12,4                                           | 42,7                                    | 80,5 %                       | 186,6                                  |
| 2005            | 12,3                                           | 44,3                                    | 80,7 %                       | 179,1                                  |
| 2006            | 12,8                                           | 44,8                                    | 83,5 %                       | 179,5                                  |
| 2007            | 14,5                                           | 45,0                                    | 89,3 %                       | 197,9                                  |
| 2008            | 15,3                                           | 46,3                                    | 90,9 %                       | 211,4                                  |
| 2009            | 15,4                                           | 44,22                                   | 87,3 %                       | 201,24                                 |
| 2010            | 15,0                                           | 45,30                                   | 85,4 %                       | 209,78                                 |
| 2011            | 15,6                                           | 46,23                                   | 87,1 %                       | 219,74                                 |
| 2012            | 16,0                                           | 46,44                                   | 84,0 %                       | 231,33                                 |
| 2013            | 14,9                                           | 48,14                                   | 79,3 %                       | 235,01                                 |
| 2014            | 14,2                                           | 50,66                                   | 75,4 %                       | 232,26                                 |
| 2015            | 14,8                                           | 53,66                                   | 79,4 %                       | 237,88                                 |
| 2016            | 13,4                                           | 54                                      | 77 %                         | 235                                    |

Pour l'année 2014, 49 % des quatorze millions de visiteurs étaient originaires de France, 15 % du Royaume-Uni, 8 % d'Espagne, 6 % de Belgique, 6 % des Pays-Bas, 3 % d'Italie, 3 % d'Allemagne, et 10 % d'autres pays.

### Dettes
| Année | Total (milliards d'€) |
| ----- | --------------------- |
| 2005  | 1,890                 |
| 2006  | 1,941                 |
| 2007  | 2,004                 |
| 2009  | 1,97                  |
| 2010  | 1,93                  |
| 2011  | 1,87                  |
| 2012  | 1,710                 |
| 2013  | 1,711                 |
| 2014  | 1,748                 |
| 2015  | 1,09                  |
| 2016  | 1,135                 |

Élaboré pratiquement sans fonds propres, Euro Disney s'est régulièrement endetté pour construire de nouvelles attractions et a bénéficié de plusieurs recapitalisations dans ce but. Son contrat initial avec la Walt Disney Company prévoit non pas des dividendes mais des royalties (correspondant à 6 % de son chiffre d'affaires) qui représentent en 2014 57 % des pertes nettes depuis dix ans.